# Samuel Aschkenazi
Samuel Aschkenazi (auch gelistet als R. Samuel Yaffe Ashkenazi; * um 1525; † um 1595) war ein jüdischer Gelehrter des 16. Jahrhunderts und Rabbi in Konstantinopel.

## Schriften
Er kommentierte die Haggadot des palästinischen Talmuds, vielleicht noch auf Basis von Handschriften: Jefe Mare, Venedig 1590 und öfter.
- Yefeh Mar'eh (יפה מראה), Venedig 1590. Nachdruck in: Kol Aggadot Talmud Yerushalmi, Ramat-Gan: Machon Me'orot Yisra'el, 1984